# Chileranthemum
Chileranthemum är ett släkte av akantusväxter. Chileranthemum ingår i familjen akantusväxter.
Kladogram enligt Catalogue of Life:
| Chileranthemum | \| \| Chileranthemum lottiae \| \| \| \| \| \| Chileranthemum pyramidatum \| \| \| \| \| \| Chileranthemum trifidum \| \| \| \| |
|                | \| \| Chileranthemum lottiae \| \| \| \| \| \| Chileranthemum pyramidatum \| \| \| \| \| \| Chileranthemum trifidum \| \| \| \| |
|                | Chileranthemum lottiae |
|                | |
|                | Chileranthemum pyramidatum |
|                | |
|                | Chileranthemum trifidum |
|                | |